# وثيقة تشرشل البيضاء

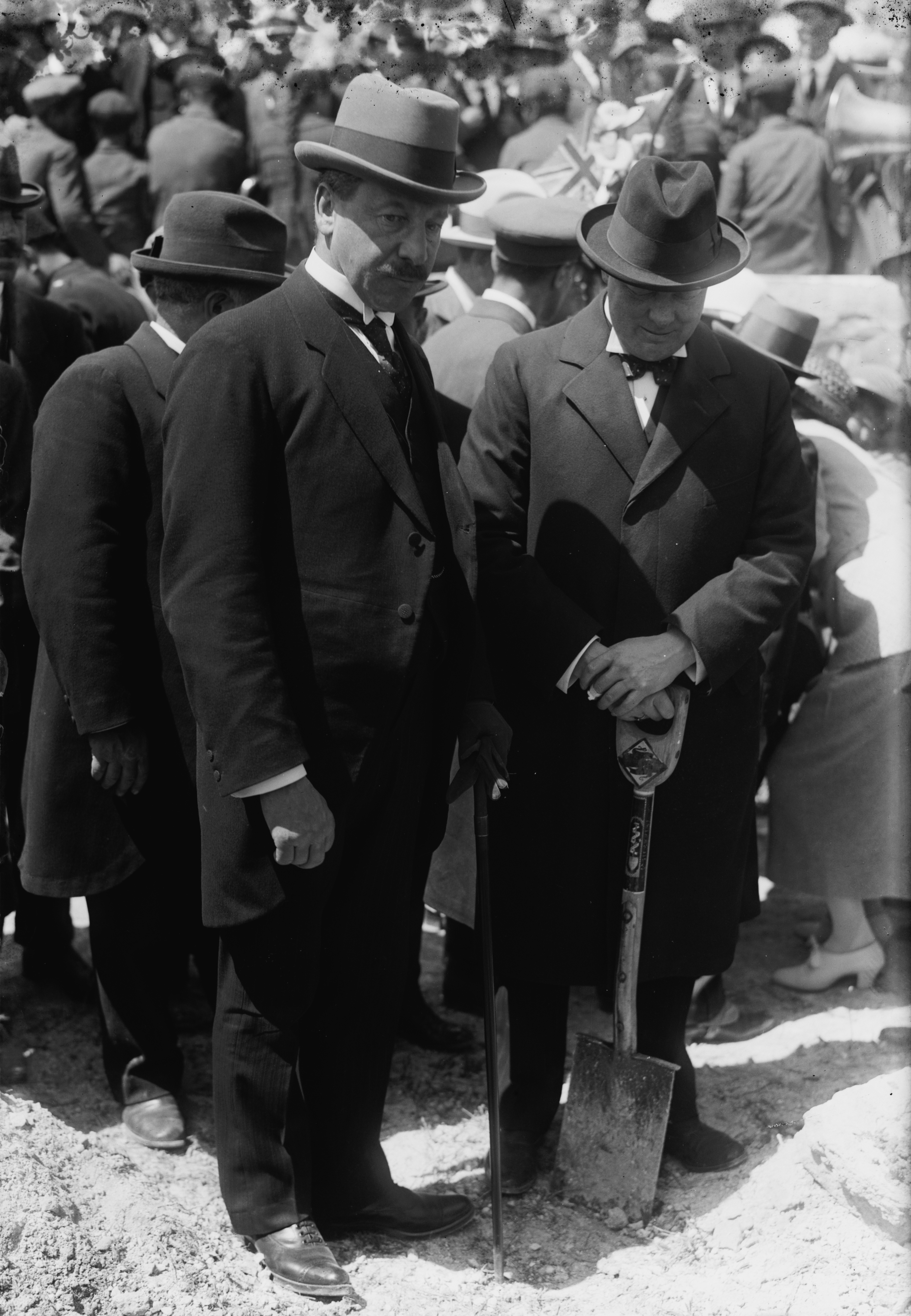

وثيقة تشرشل البيضاء أو الكتاب الأبيض لسنة 1922 هي وثيقة كتبها تشرشل حين كان وزيرا للمستعمرات البريطانية في يونيو 1922، يؤكد فيها على التزام بلاده بوعد بلفور المقدم إلى اليهود بإنشاء وطن قومي يهودي في فلسطين، لكنه قال أن ذلك لا يعني تهويد فلسطين كلها وأن من حق العرب أن يطمئنوا إلى أن ذلك الاستيطان لن يؤثر على وجودهم.
وأنه من الأفضل اتخاذ وسائل لتحديد أعداد المهاجرين إلى الأرض. وأن بريطانيا ستعمل على تكوين مجلس نيابي ينتخب من الجانبين. لكن تلك الوثيقة جوبهت بالرفض من العرب واليهود على السواء.

## بنود الوثيقة
1. كان من أهم النقاط التي جاءت في كتاب تشرشل الأبيض:
2. التأكيد على أن تصريح بلفور لا يعني تحويل فلسطين بأكملها إلى وطن قومي لليهود.
3. التأكيد على أن الوطن القومي اليهودي لا يعني "دولة يهودية"، كمان أن هذا الوطن لا ينشأ فوراً.
4. التأكيد على استمرار الهجرة اليهودية ولكنه حددها بقدرة فلسطين الاقتصادية على استيعاب المهاجرين.
5. الجمعية الصهيونية ليس لديها أي قسط من الإدارة العامة في البلاد.
6. نص على تشكيل مجلس تشريعي، كخطوة على طريق الحكم الذاتي، ولكنه قيده بشرط تعطيل دور الأكثرية العربية الساحقة.
7. استثناء فلسطين من تعهد الاستقلال الذي التزمت به بريطانيا في مراسلات حسين - مكماهون.

## وصلات خارجية
- نص وثيقة تشرتشل البيضاء، من إرشيف اللجنة المعنية بممارسة الشعب الفلسطيني لحقوقه غير القابلة للتصرف، الأمم المتحدة.